# Stars Fell on Alabama
Stars Fell on Alabama è un brano musicale composto nel 1934 da Frank Perkins con testo di Mitchell Parish

## Storia
Una delle primissime interpretazioni della canzone fu quella registrata dai fratelli Lombardo (Guy Lombardo bandleader e Carmen Lombardo cantante) nell'agosto del 1934; in breve tempo divenne uno standard del jazz (ma non solo), interpretato da numerosi cantanti e musicisti. Il brano prende ispirazione dall'omonimo libro (edito anch'esso nel 1934) del newyorkese Carl Carmer, che racconta di un fatto realmente accaduto appunto in Alabama nel novembre (12 e 13) del 1833, quando questo Stato fu colpito da una moltitudine di frammenti di meteoriti provenienti da ogni direzione del cielo. Il fatto scatenò un incredibile panico tra la popolazione, suscitando differenti reazioni (alcuni espressero vari pentimenti e giurarono di rinunciare ai loro vizi purché terminasse il fenomeno).

## Versioni del brano registrate (Lista parziale)
- 1934 - Guy Lombardo and His Royal Canadians (Registrato il 27 agosto 1934)
- 1934 - Lew Stone & His Orchestra (Registrato nel settembre 1934)
- 1934 - Benny Goodman and His Orchestra (come Vincent Rose and His Orchestra, registrato l'11 settembre 1934)
- 1934 - Vincent Rose & His Orchestra (Registrato l'11 settembre 1934)
- 1934 - Gene Kardos and His Orchestra (Registrato il 12 settembre 1934)
- 1934 - Freddy Martin and His Orchestra (Registrato il 14 settembre 1934)
- 1934 - Jack Teagarden and His Orchestra (Registrato il 18 settembre 1934)
- 1934 - Richard Himber & His Orchestre (Registrato il 5 ottobre 1934)
- 1934 - Chick Bullock's Levee Loungers (Registrato il 24 ottobre 1934)
- 1946 - Woody Herman and His Herd (Registrato il 17 settembre 1946)
- 1947 - Leslie Scott (Registrato nel 1947)
- 1947 - Jack McVea and His Door Openers (Registrato nel 1947)
- 1947 - Louis Armstrong & His Orchestra (Registrato il 30 novembre 1947)
- 1949 - Jannette Davis and the Ralph Flanagan Orchestra (Registrato nel 1949)
- 1949 - Erroll Garner (Registrato nell'estate del 1949)
- 1950 - Al Haig (Registrato il 27 febbraio 1950)
- 1952 - Norman Burns (Registrato il 2 febbraio 1952)
- 1952 - Stan Getz (Registrato il 12 dicembre 1952)
- 1953 - Patti Page (Registrato nel 1953)
- 1954 - Jonah Jones (Registrato nel dicembre 1954)
- 1955 - Four Aces Featuring Al Alberts (Registrato nel 1955?)
- 1955 - Ben Webster (Registrato il 3 febbraio 1955)
- 1955 - Herbie Harper (Registrato il 15 giugno 1955)
- 1955 - Lionel Hampton / Art Tatum / Buddy Rich (Registrato il 1º agosto 1955)
- 1955 - Frankie Laine and Buck Clayton and His Orchestra (Registrato il 24 ottobre 1955)
- 1955 - Oscar Peterson (Registrato il 30 dicembre 1955)
- 1956 - Shelly Manne (Registrato l'11 febbraio 1956)
- 1956 - Dick Johnson (Registrato il 29 febbraio 1956 e 27 marzo 1956)
- 1956 - Teddy Wilson (Registrato il 5 marzo 1956)
- 1956 - Bob Scobey (Registrato il 13-16 marzo 1956)
- 1956 - Ella Fitzgerald & Louis Armstrong (Registrato il 16 agosto 1956)
- 1956 - Sonny Stitt (Registrato il 14 settembre 1956)
- 1956 - Frank Sinatra (Registrato il 15 novembre 1956)
- 1956 - Anita O'Day (Registrato il 19 dicembre 1956)
- 1957 - Billie Holiday (Registrato l'8 gennaio 1957)
- 1957 - Bill Thompson (Registrato nel 1957)
- 1957 - Doris Day (Registrato nell'agosto 1957)
- 1958 - Ralph Marterie (Registrato nel maggio 1958)
- 1959 - Charlie Byrd (Registrato nel 1959)
- 1959 - Cannonball Adderley - John Coltrane (Registrato il 3 febbraio 1959)
- 1959 - Dinah Shore & André Previn (Registrato il 12 giugno 1959)
- 1960 - Lou Stein (Registrato nel 1960)
- 1961 - Ricky Nelson (Registrato il 3 aprile 1961)
- 1963 - Klaus Doldinger (Registrato nel gennaio 1963)
- 1964 - Eddy Howard (Registrato nel maggio 1964)
- 1980 - Ray Linn (Registrato il 26 settembre 1980)
- 1994 - Manhattan Projects (Registrato nel marzo 1994)
- 1997 - Eric Alexander (Registrato nel gennaio 1997)
- 1998 - Jimmy Cobb (Registrato il 10 gennaio 1998)[2]
- 2017 - Lizz Wright